# Callenish Circle
Callenish Circle je bivši nizozemski melodični death metal sastav.

## O sastavu
Sastav su 1992. godine osnovali pjevač Patrick Savelkoul i gitarist Jos Evers, te su 1996. objavili svoj prvi studijski album Drift of Empathy. Idući Graceful...Yet Forbidding objavljuju 1999. nakon čega potpisuju za izdavačku kuću Metal Blade. Treći studijski album Flesh Power Dominion objavljuju 2002., nakon čega kreću na turneju sa sastavom God Dethroned, te sviraju na nizozemskom izdanju Ozzfest i nastupaju kao predgrupa Dimmu Borgiru. Iduće godine objavljuju album My Passion // Your Pain te nastupaju na festivalu Wacken Open Air. Svoj posljednji album [Pitch.Black.Effects] objavili su 2005., a iduće kreću na turneju po Meksiku. Godine 2007. sastav se raspada, te su posljednji nastup održali 10. ožujka 2007.

## Članovi sastava
Posljednja postava
- Patrick Savelkoul - vokal	(1992. – 2007.)
- Gavin Harte - bubnjevi (1994. – 2007.)
- Ronny Tyssen - gitara (1994. – 2007.)
- Remy Dieteren - gitara (1998. – 2007.)
- Wim Vossen - bas-gitara (2005. – 2007.)

Ostali bivši članovi
- Maurice Wagemans - bas-gitara (1992. – 1995.)
- Spike - bubnjevi (1992. – 1994.)
- Jos Evers - gitara (1992. – 1998.)
- Bram Kortooms - klavijature (1992. – 1995.)
- John Gorissen - bas-gitara (1995. – 1997.)
- Han Swagerman - klavijature (studijski) (1995. – 1998.)
- Roland Schuschke - bas-gitara (1997. – 2002.)
- René Rokx - bas-gitara (2002. – 2005.)
- Kasper Ramaekers - bas-gitara
- Ralph Roelvink - bas-gitara

## Diskografija
Studijski albumi
- Drift of Empathy (1996.)
- Graceful... Yet Forbidding (1999.)
- Flesh Power Dominion (2002.)
- My Passion // Your Pain (2003.)
- [Pitch.Black.Effects] (2005.)

EP-ovi
- Escape (1998.)

Kompilacije
- Forbidden Empathy (2004.)

## Vanjske poveznice
- Službena Myspace stranica